# 移動星團法
移動星團法是天文測量學中用來確定星團的距離的方法，是和收斂點方法密切相關的手段；主要是歷史的影響。在20世紀的前半世紀，被用來測量了鄰近幾個星團的距離。這種方法現在已經被其它方法取代，而通常都能得到更準確的距離。

## 介紹
移動星團法依賴對星團中已知的每一顆恆星成員進行自行和都卜勒位移的測量。這個想法是來自這些恆星有著共同的空間速度，它們在天球上移動的路徑似乎朝著共同的收斂點前進。這在本質上是透視的效果。
使用移動星團法，可以使用下面的方程式確定該星團的距離（單位為秒差距）： 
{\displaystyle \mathrm {D} =\mathrm {tan} (\theta ){\frac {\mathrm {v} }{\mathrm {\mu } }}}
此處的D是距離，"θ"是該星團和收斂點之間的角度，"μ"是星團的自行（單位為角秒/年），"v" 是恆星的徑向速度（單位為天文單位/年）。

## 歷史和目前的用法
這種方法只曾使用在少數的星團上，這是因為適用的星團必須相當接近地球 (在數百個秒差距以內)，並且也需要相當緊密，才能在天空中辨識出來。 同樣的，與三角視差比較這種方法也相當困難。最後，相較於依巴谷衛星獲得的精密測量，其在最終距離的不確定值性也相當的大。
在曾經使用過的星團中，以昴宿星團和畢宿星團最為著名。事實上，在20世紀初期這段時間，移動星團法是天文學家唯一可以精確測量這些星團距離，而不得不使用的方法。
如上文所述的問題，所以天文學家已經有數十年未再使用這種方法進行天文研究。
不過在最近，它被用來估計棕矮星2M1207和被觀測到的系外行星2M1207b之間的距離。在2005年12月5日，美國天文學家Eric Mamajek報告使用移動星團法測得2M 1207b的距離 (53 ± 6秒差距)。